# Гидрид лантана(III)
Гидри́д ланта́на(III) — бинарное неорганическое соединение металла лантана и водорода с формулой LaH3, тёмно-синие кристаллы, реагируют с водой.

## Получение
- Действие водорода при нагревании на металлический лантан:

{\displaystyle {\mathsf {2La+3H_{2}\ {\xrightarrow {210-290^{o}C}}\ 2LaH_{3}}}}

## Физические свойства
Гидрид лантана(III) образует тёмно-синие кристаллы кубической сингонии, пространственная группа F 43m, параметры ячейки a = 0,560 нм, Z = 4.

## Химические свойства
- Разлагается при нагревании:

{\displaystyle {\mathsf {2LaH_{3}\ {\xrightarrow {T}}\ 2La+3H_{2}}}}
- Реагирует при нагревании на воздухе:

{\displaystyle {\mathsf {2LaH_{3}+3O_{2}\ {\xrightarrow {T}}\ La_{2}O_{3}+3H_{2}O}}}
{\displaystyle {\mathsf {4LaH_{3}+2N_{2}+3O_{2}\ {\xrightarrow {T}}\ 4LaN+3H_{2}O}}}
- Реагирует с водой:

{\displaystyle {\mathsf {LaH_{3}+3H_{2}O\ {\xrightarrow {}}\ La(OH)_{3}+3H_{2}\uparrow }}}